# Mary Kate Schellhardt
Mary Kate Schellhardt (* 1. November 1978) ist eine US-amerikanische Schauspielerin. Sie ist bekannt für ihre Rollen als Ellen in Gilbert Grape – Irgendwo in Iowa, als Nadine in Free Willy 2 – Freiheit in Gefahr und als Barbara Lovell in Apollo 13.

## Filmografie

### Film
| Jahr | Titel                               | Rolle                       | Notiz    |
| ---- | ----------------------------------- | --------------------------- | -------- |
| 1993 | Gilbert Grape – Irgendwo in Iowa    | Ellen Grape                 |          |
| 1995 | Apollo 13                           | Barbara Lovell              |          |
| 1995 | Free Willy 2 – Freiheit in Gefahr   | Nadine                      |          |
| 1999 | Out of Courage 2: Out for Vengeance | Gretchen Wilson             | Kurzfilm |
| 2007 | Mr. Blue Sky                        | Bonnie Tailor               |          |
| 2008 | Jack Rio                            | Jamie McNeil / Jill Madison |          |
| 2009 | Not Twilight                        | Bella                       | Kurzfilm |
| 2010 | Infection: The Invasion Begins      | Reporter                    |          |
| 2016 | Saturday Scout Club                 | MK                          |          |

### Fernsehen
| Jahr | Titel                         | Rolle           | Notiz                       |
| ---- | ----------------------------- | --------------- | --------------------------- |
| 1994 | The Untouchables (Serie 1993) | Sally           | "Legacy"                    |
| 1995 | The Great Mom Swap            | Terry Venessi   | Fernsehfilm                 |
| 2000 | Chicken Soup for the Soul     | Katelin         | 1 Folge                     |
| 2006 | Scrubs – Die Anfänger         | Carol           | "Meine wunderschönen Haare" |
| 2006 | Windfall (Serie)              | Julia           | "Urgent Care", "Priceless"  |
| 2007 | Dr. House                     | Female Fellow   | "97 Sekunden"               |
| 2008 | Small Town News               | Reggie Blaylock | Fernsehfilm                 |
| 2009 | Private Practice              | Laurie          | "Akzeptanz"                 |
| 2012 | Ben and Kate                  | Frau #2         | "Irrsinn und Fledermäuse"   |
| 2016 | New Girl                      | Betsy           | "Braut ohne Bräutigam"      |